# Antonio Guarnieri
Pour les articles homonymes, voir Guarnieri.
Répertoire
- Fontane di Roma d'Ottorino Respighi
- Belfagor d'Ottorino Respighi

Antonio Guarnieri (Venise, 1er février 1880 – Milan, 25 novembre 1952) est un chef d'orchestre, compositeur et violoncelliste italien.
Il a été l'un des grands chefs italiens de la première moitié du XXe siècle. Sa direction était appréciée pour la clarté et la recherche de la qualité des sons et ainsi que pour l'attention qu'il prêtait aux chanteurs. Sa gestuelle étaient célèbre, économe jusqu'à la quasi-immobilité, qui dominait les orchestres. Il est considéré comme l'un des interprètes les plus proches de Wagner, de Brahms, de l'opéra français et de Vivaldi. Il a été internationalement connu et a été apprécié dans les grands centres musicaux d'Europe et d'Amérique: Milan, Vienne, Madrid, Buenos Aires, etc. On ne conserve de lui que très peu d'enregistrements.

## Biographie
Antonio Guarnieri appartenait à une famille de musiciens. Son frère Francesco, qui était aussi un violoniste et un compositeur, a eu une brillante carrière internationale alors que son père Luigi était un contrebassiste estimé dans l'orchestre du théâtre de La Fenice à Venise.

### Formation
Diplômé de violoncelle, Antonio Guarnieri a poursuivi ses études en composition et orgue sous la direction de Marco Enrico Bossi, directeur de l'École de musique Benedetto Marcello à Venise. Ses maîtres ont laissé sur Guarnieri une forte empreinte qui l'a guidé dans ses choix ultérieurs et l'a accompagné toute sa vie. En effet, il s'est intéressé, encore très jeune, à des compositeurs comme Antonio Vivaldi et Gaspare Spontini alors peu joués. À Munich, au cours d'une période de perfectionnement, il a rencontré l'univers de l'Europe centrale qu'il allait plus tard fréquenter durant sa carrière. De retour en Italie, il a fait la connaissance du pianiste et compositeur Giuseppe Martucci et est devenu membre en tant que violoncelliste du Quatuor qui portait le nom de Martucci. Cette rencontre a été importante pour orienter le goût de Guarnieri vers la musique de chambre du centre de l'Europe et vers la musique instrumentale de la Renaissance italienne et baroque qui venait d'être redécouverte et commençait à être rejouée. En 1903, Guarnieri a fait ses premiers pas en tant que chef lors d'une tournée en Italie menée par Amilcare Zanella. Les conseils de Zanella avec ceux de Bossi et Martucci ont formé le goût et l'attachement définitif de Guarnieri pour la musique instrumentale italienne qu'il a continué à jouer tout au long de sa vie.

### La direction d'orchestre: du Teatro Petruzzelli au Hofoper de Vienne
Guarnieri a obtenu son premier véritable poste de chef d'orchestre, après la période de musique de chambre, en 1904 à Sienne. Le répertoire qu'il a abordé à ses débuts, comprenait le répertoire classique de l'opéra sans négliger des opéras nouveaux comme les Nozze istriane d'Antonio Smareglia, Jerry et Betly d'E. Romano et Cavalerie rusticana de Domenico Monleone. Après trois saisons (Venise, Brescia, Udine etc.), le premier contrat majeur est venu du Teatro Petruzzelli de Bari. Durant la saison 1907/1908, il a dirigé sept œuvres du programme de ce théâtre, dont Andrea Chénier de Umberto Giordano, La Bohème de G. Puccini, Pagliacci de Ruggero Leoncavallo et La traviata de Verdi ainsi que des nouveautés telles que Velda de L. Cassone et Werther de J. Massenet. À Bari, il a eu comme interprète de la Tosca la grande soprano Camilla Pasini (en), la première grande star de sa carrière. Après cette expérience, Guarnieri n'a eu à diriger que des interprètes de premier plan. La saison au Petruzzelli a été pour Guarnieri un véritable tremplin. L'année suivante, on le retrouve à Venise embauché pour la saison 1908/1909. Au Théâtre de La Fenice, il dirige pour la première fois le Tristan et Isolde de R. Wagner, opéra qui va devenir au fil du temps son cheval de bataille.
Les impresarios italiens ont commencé à le connaître et l'estimer tant qu'ils l'ont engagé pour des saisons complètes d'opéra. Il est venu au Teatro Massimo de Palerme, où il a obtenu un grand succès en dirigeant le Tannhäuser de Wagner et Rigoletto de Verdi. L'écho de ces succès est arrivé à Vienne où le surintendant de l'opéra de la Cour Hans Gregor (en) a fait appel à Guarnieri pour diriger la saison italienne d'opéra. Les années passées à Vienne (1912-1913) ont été des années de grands succès et passionnantes. Au Hofoper, il a eu l'occasion de travailler avec des chanteuses légendaires comme Marie Gutheil-Schoder, Berta Kiurina, Elise Elizza (de) et Anna Bahr-Mildenburg.
En octobre 1912, pendant les répétitions de Madame Butterfly de Puccini, Guarnieri, qui était censé diriger aussi Cavalleria rusticana et Pagliacci chantés en allemand, s'est plaint du manque de temps disponible, a déclaré forfait et a été remplacé par Franz Schalk. Les relations avec le super-intendant Hans Gregor se sont détériorées de manière irréversible si bien que, malgré le succès de Il trovatore de Verdi mis en scène le 23 décembre 1912, et de quelques représentations de Rigoletto, Madame Butterfly et La traviata en janvier 1913, Guarnieri a quitté Vienne précipitamment. Le scandale provoqué par l'abandon de son poste au Hofoper a été énorme dans le monde de la musique au moins autant que la procédure pénale contre Guarnieri déclenchée par le super-intendant. Mais la déclaration de guerre en 1914 a heureusement interrompu toutes les actions judiciaires contre le maître.

### Le succès international et les années de guerre
Une fois en Italie, Guarnieri a été contacté pour le printemps-été 1913 par le Théâtre Colón de Buenos Aires. Le maître a accepté sans aucun retard peut-être pour échapper à la justice autrichienne ou pour des raisons familiales. Au Théâtre Colón, il a pu travailler avec un ensemble d'interprètes exceptionnels, dont les chanteuses Cecilia Gagliardi et Maria Barrientos et les chanteurs Tito Schipa et Giuseppe Anselmi (en). Il a alors dirigé, toujours avec succès, Rigoletto, Mignon d'A. Thomas, Lucia di Lammermoor de Donizetti et La traviata de Verdi. En 1914, à côté de la saison d'opéras, Guarnieri a donné des concerts, où il a pu initier le public argentin aux impressionnistes français qu'il aimait tant et aux jeunes compositeurs italiens.
En 1915, il fonde la Società Sinfonica Italiana à Milan et a pu approcher pour la première fois le monde des enregistrements. L'année 1917 est l'année où Guarnieri rencontre pour la première fois Arturo Toscanini, son grand rival. Celui-ci devait diriger à l'Augusteo de Rome les Fontane di Roma d'Ottorino Respighi, mais contesté par le public romain, il a jeté sa baguette et s'en est allé. Antonio Guarnieri a alors été appelé pour le remplacer.

### L'arrivée à La Scala et la consécration auprès du public
Quelques années plus tard, en 1922, le maître arrive à La Scala non plus pour diriger un concert symphonique comme cela avait été auparavant, mais en tant que maître de concert et chef d'orchestre d'un spectacle par abonnement: Lohengrin de R. Wagner. Il avait été invité par le directeur artistique Arturo Toscanini qui s'est vite rendu compte de son erreur, car, après la première de l'opéra, il a assisté à l'accueil triomphal que le public a réservé à Guarnieri. Le succès de Guarnieri a été immédiatement immense, confirmé et, quelques mois après Lohengrin, encore amplifié par la direction de la création mondiale de Belfagor d'O. Respighi. Entre les deux grands maîtres s'est engagée une lutte à peine dissimulée pour occuper la première place au Théâtre de la Scala et les moyens pour y parvenir ont été souvent peu sympathiques, en particulier de la part d'Arturo Toscanini.
Les années entre ses débuts à la Scala et la Seconde Guerre mondiale ont été celles pendant lesquelles s'est développé l'attachement du public envers ce chef d'orchestre. Guarnieri s'est produit dans les théâtres les plus prestigieux d'Italie: Bologne, Trieste, Venise, Florence, Naples, Rome, Catane. En 1927, il est venu à Vérone pour la saison d'été de l'Arena. Il y a dirigé la Vestale de Gaspare Spontini et Aida de Verdi et mais malgré un grand succès, personnellement, il a été très déçu pour des questions d'acoustique en plein air. Et il n'a plus mis le pied à l'Arena. C'est à ce moment qu'il a épousé Anna Renzi dont Guarnieri a eu deux enfants: Arrigo, qui sera chef d'orchestre et Augusta Sara qui aura une carrière de chanteuse. Guarnieri s'est marié une deuxième fois avec Renata Sancassani avec qui il a eu Anna Maria, actrice, Ferdinando, chef d'orchestre et Augusta Paola Francesca.
Les années trente ont vu Guarnieri diriger des opéras au Théâtre de la Scala, à l'Opéra de Rome, à La Fenice, devant les micros de EIAR et donner des concerts dans les plus grands théâtres italiens.

### De l'Accademia Chigiana au retour triomphal à Vienne
De 1939 à 1946, invité par le comte Chigi, Antonio Guarnieri a occupé la classe de direction d'orchestre à l'Académie Chigiana à Sienne. C'était une expérience extraordinaire pour l'enseignant et pour les étudiants, et parmi eux Claudio Abbado. Musiciens et intellectuels de tous les coins du monde sont venus à Sienne l'admirer et avoir la possibilité d'assister à l'une de ses leçons.
Encore une fois en août 1941, il est monté sur l'estrade des Semaines internationales de musique de Lucerne, conquérant le public germanophone par son interprétation de Brahms et de Wagner au point qu'il lui a été offert en 1942 de faire un retour triomphal à Vienne avec l'Orchestre du Mai musical florentin pour le centenaire de la fondation de l'Orchestre philharmonique de Vienne. À cette occasion, il a reçu de la part de l'Orchestre philharmonique la « Médaille Nicolai », la plus haute distinction accordée à un chef d'orchestre. Le Telefunken l'a immédiatement embauché pour enregistrer ensemble un cycle symphonique. En Italie, cependant, Guarnieri a continué de se produire en concert et en dirigeant des opéras au théâtre. On se souvient d'un mémorable Boris Godounov de Modeste Moussorgski à l'Opéra de Rome en 1942 et de La Khovanchtchina toujours de Moussorgski en 1943.

### Des triomphes à la Scala à la fin
Entre 1940 et 1947, il a été la vedette de la saison au théâtre de la Scala, « déplacé » en province à cause des bombardements, puis installé au Teatro Lirico de Milan, Via Larga. Ces saisons sont restées dans les annales du théâtre grâce à la participation de jeunes chanteurs qui sont devenus plus tard de vraies vedettes: Tito Gobbi, Mario Del Monaco, Mafalda Favero (en), Giuseppe Di Stefano, Giulietta Simionato.
À la fin de la saison à la Scala, la santé de Guarnieri s'est aggravée considérablement et l'a forcé à quitter le théâtre et à diriger les opéras en concert devant les micros de la RAI. Après Les Puritains de Bellini (1948), Andrea Chénier d'Umberto Giordano avec Giacomo Lauri-Volpi (1949) et La Bohème de G. Puccini avec Tebaldi (1949), il a dirigé en 1950 La sonnambula de Bellini et Francesca da Rimini de Riccardo Zandonai, un exemple d'un opéra complet dirigé par Guarnieri enregistré sur disque par Fonit Cetra et parvenu jusqu'à nous.
C'était le dernier effort du maître. La maladie, après l'été 1950, en fait, l'a empêché de monter sur la scène.
Il a composé quelques opéras dont Judith et Hannele ainsi que Impressioni di Spagna pour orchestre, Orazione per la mia fine sur un texte de Guarnieri lui-même et de la musique vocale.
Il est mort à Milan le 25 novembre 1952.

## Source
- (it) Cet article est partiellement ou en totalité issu de l’article de Wikipédia en italien intitulé « Antonio Guarnieri » (voir la liste des auteurs).